# Funan
Funan was een rijk (mandala) dat bestond van ongeveer de eerste eeuw voor tot de zevende eeuw na Christus. Het land komt in de Chinese geschiedschrijving voor en wordt voor het eerst beschreven door de afgezanten, Kang Tai en Zhu Ying, van de keizer van de Wu-dynastie in de 3e eeuw. De beschrijvingen van het rijk doen vermoeden dat het in de 1e eeuw gesticht is.
Onduidelijk is of het één land was of verschillende kleinere rijken die allemaal tribuut gaven aan de sterkste heerser. Funan lag in de zuidelijke punt van hedendaags Vietnam, de zuidkust van Cambodja en de Mekong-delta. Er is een mythe van de stichting van Funan. De koningen van Funan zouden in de begintijd veel brahmanen uit India hebben laten overkomen. Dit blijkt onder andere uit het geloof, het hindoeïsme en het boeddhisme, en de systemen die gebruikt zijn voor het bestuur. Na recent onderzoek zwakken historici deze invloed uit India echter af.

## Naamgeving
De naam van het land is door Chinese historici geschreven en het is onduidelijk of dit de echte naam van het land was. Funan (Chinese karakters b'iu nam) is waarschijnlijk het Chinese woord voor bnam. In de oude Khmerrijken kreeg de heerser vaak de titel van heerser van de berg (b'natil) in referentie aan Meru de heilige berg. De naam Funan zou dus refereren aan de titel van de heerser en niet de naam die de inwoners het rijk hadden gegeven.

## Beschrijving door Kang Tai en Zhu Ying
De afgezanten van de Chinese keizer beschreven Funan als een land waar er plaatsen waren omringd door houten palissaden, paleizen, huizen op palen en rijstbouw. Er was een schriftsysteem dat gebaseerd was op een schrift dat op zijn beurt op het Sanskriet gebaseerd was. Er waren belastingen op goud, zilver, parels en parfum. Ook was er een rechtssysteem. De Chinezen gaven de heerser de titel Fan mee.
De koning genaamd Fan Shi Man zou een leger hebben dat hij gebruikte om naburige staten te onderwerpen. Hij zou de titel "grote koning" voeren. De hoofdstad zou ongeveer bij Angkor Borei gelegen hebben. Er zouden regelmatig twisten zijn geweest over de opvolging van het koningschap.

## Omvang
Over de grootste omvang van het Funanrijk bestaat onder historici geen consensus. Sommigen gaan ervan uit dat Funan het zuiden van het hedendaagse Vietnam en het zuidelijke en centrale gedeelte van het hedendaagse Cambodja heeft omvat. Zij wijzen hierbij op het feit dat er archeologische resten zijn gevonden van steden in die gebieden die hierop duiden. Een andere groep hangt de theorie van een soort van super-Funanstaat aan. Deze staat zou ook tot in het zuiden van het hedendaagse Laos en het zuiden van Isaan hebben gelegen en ook de vallei van de rivier de Chao Phraya in centraal Thailand en delen van het schiereiland Malakka en de kust van Birma hebben omvat door middel van een systeem van vazalstaten. Zij wijzen hierbij op de verspreiding van de Khmer en de verwante Mon die tegenwoordig in deze gebieden voorkomen. Ook de vondst van veel artefacten uit Oc-Eo bij opgravingen in en rond U-thong in Centraal-Thailand wijzen hier volgens hen op.

## Handel
Funan zou net als het noordelijker Champa een zeevarende handelsmacht geweest zijn. Als belangrijkste haven wordt Oc-Eo genoemd en zou aan de zuidkust gelegen hebben. Funan zou ongeveer 25 ambassades naar het Chinese hof hebben gestuurd tussen 226 en 649 met veel giften voor de keizer van China. Veel van deze giften kwamen niet in het gebied van Funan zelf voor en zijn daarom een indicatie voor het feit dat de Funanezen veel handel dreven met andere volken aan de Mekong en in andere delen van Azië.

## Landbouw
Luchtfoto's die door de Fransen waren gemaakt van zuidelijk Vietnam in de jaren 20 van de 20e eeuw tonen een uitgebreid netwerk van kanalen waarschijnlijk bedoeld voor irrigatie en de handel. De Chinezen die Funan bezochten gaven in hun beschrijvingen van het land aan dat er meerdere oogsten per jaar gehaald werden op de vruchtbare landen.

## Munteenheid
Opgravingen gedaan door de Fransman Louis Malleret tonen aan dat Funan een tijdlang ook een eigen munteenheid gehad heeft met motieven van de zon en schelpdieren erop. Deze munten waren vermoedelijk geïnspireerd door Romeinse munten die via handel daar terechtkwamen.

## Ondergang van Funan en opkomst van Chenla
Chenla zou volgens de Chinese geschiedschrijving eerst een vazalstaat zijn geweest van Funan. In ongeveer het jaar 550 zou Chenla volledig onafhankelijk zijn geworden en binnen ongeveer 60 jaar daarna zijn oude meester volledig overheersen. Ook Champa zou delen van Funan hebben overgenomen. Tegen het einde van de zevende eeuw is Funan volledig verdwenen.